# Yusuf III de Grenade
Abû al-Hajjâj “an-Nâsir” Yûsuf III ben Yûsuf est le treizième émir nasride de Grenade. Il est né en 1376. Il est le fils de Yûsuf II et il succède à son frère Muhammad VII en 1408. Il meurt en 1417. Son fils Mohammed VIII al-Mutamassik lui succède.

## Biographie
Abû al-Hajjâj Yûsuf commence par essayer d'obtenir l'arrêt des guerres avec la Castille. Dès la première année de règne il obtient la signature d'un armistice. L'alliance de la Castille et de l'Aragon annule cet armistice. En 1408, le roi d'Aragon Ferdinand Ier de Trastamare est régent du jeune roi de Castille Jean II qui n'a alors que trois ans. Il commence à harceler Antequera le 26 avril 1410. Une lutte acharnée a lieu entre Castillans et Grenadins pendant quatre mois. Les Castillans emploient de l'artillerie et des machines de guerre, mais les tours de combat sont incendiées par les forces nasrides le 27 juin. Le 25 septembre les Castillans entrent dans Antequera et déploient les étendards  de Santiago et San Isidoro de León. La chronique de Jean II rapporte que le 1er octobre "Ferdinand a ordonné  de faire bénir la mosquée qui était à l'intérieur du château et de lui donner le nom de San Salvador". Cette victoire vaut à Ferdinand Ier son surnom  de Ferdinand de Antequera. Cette victoire castillane est  la première sur le sol d'Al-Andalus depuis la bataille de Tarifa dans 1340. Ferdinand met en évidence la vulnérabilité du royaume nasride. La guerre civile à l'intérieur de l'émirat de Grenade rendra la situation encore plus précaire après la mort d'Abû al-Hajjâj Yûsuf.
Abû al-Hajjâj Yûsuf meurt en 1417, son fils Mohammed VIII al-Mutamassik lui succède alors qu'il n'a que six ans.

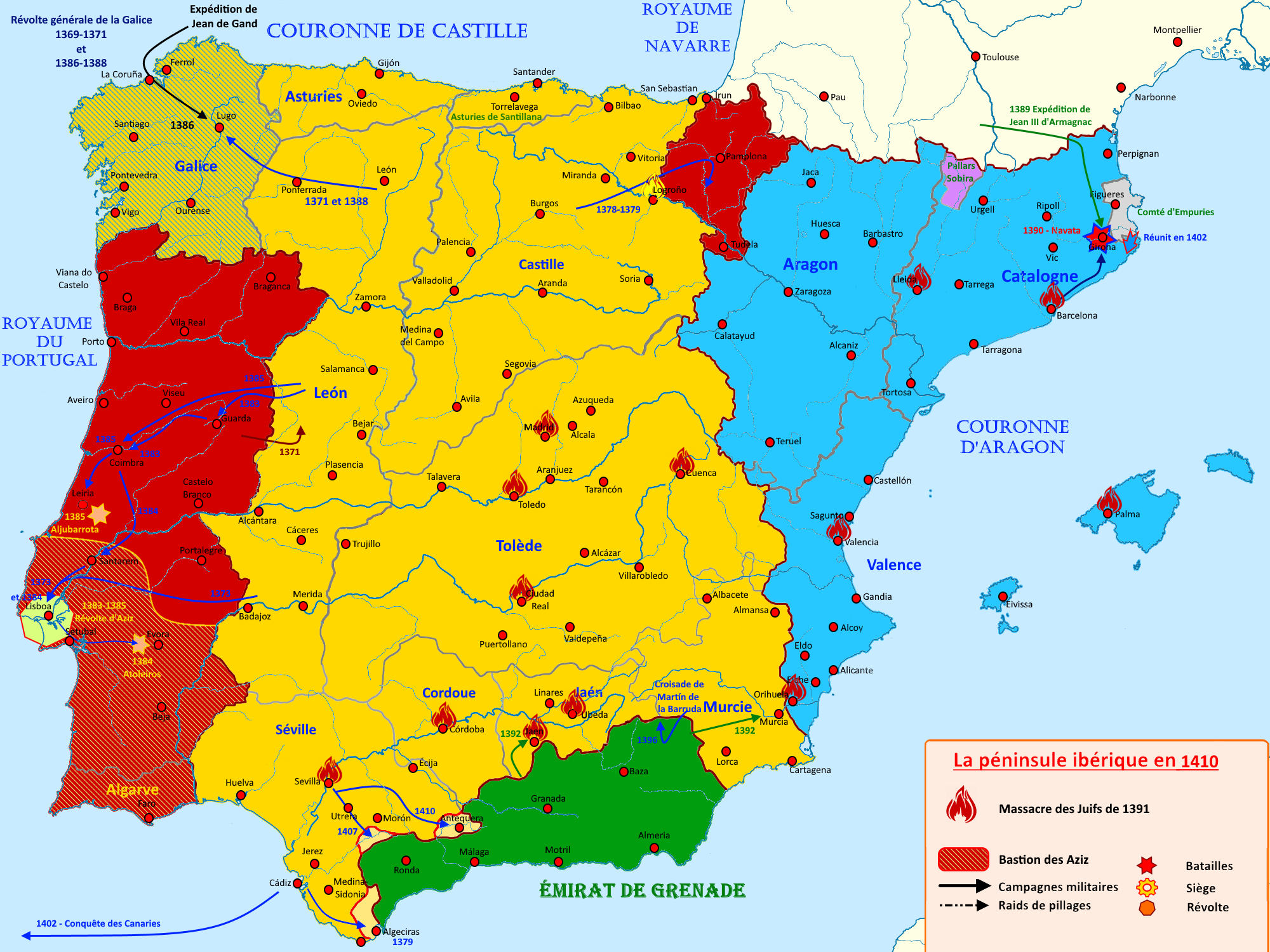
L'émirat de Grenade de 1369 à 1410

## Héritage
Abû al-Hajjâj Yûsuf était poète, il a fait construire la partie nord du palais de l'Alhambra. Ce palais est tombé en ruine après la reconquista, actuellement l'emplacement de ce palais est occupé par des jardins en terrasse.